# Mark Shuttleworth
Mark Shuttleworth (Welkom, Sudáfrica, 18 de septiembre de 1973) es un informático y empresario anglosudafricano.
Es el fundador de la empresa Canonical Ltd., una empresa promotora de software libre. Fue el primer africano en el espacio y el segundo turista espacial del mundo.

## Biografía
Mark Shuttleworth nació en el pueblo minero de Welkom, Estado Libre, Sudáfrica. Su padre es cirujano y su madre una maestra de una escuela de enfermería. Creció en Ciudad del Cabo, donde obtuvo un BBusSci en Finanzas y Sistemas de Información en la Universidad de la Ciudad del Cabo mientras vivía en el Smuts Hall. Además, participó en la instalación de las primeras conexiones residenciales de Internet en su universidad.
En 1995, su último año en la universidad, funda la empresa de seguridad en Internet Thawte, que vende en 1999 a VeriSign por 575 millones de dólares.
Shuttleworth fundó en marzo de 2004 la empresa Canonical Ltd. para la promoción y soporte comercial de proyectos de software libre y código abierto, y también ha financiado el proyecto Ubuntu, una distribución de GNU/Linux basada en Debian.

## Trayectoria

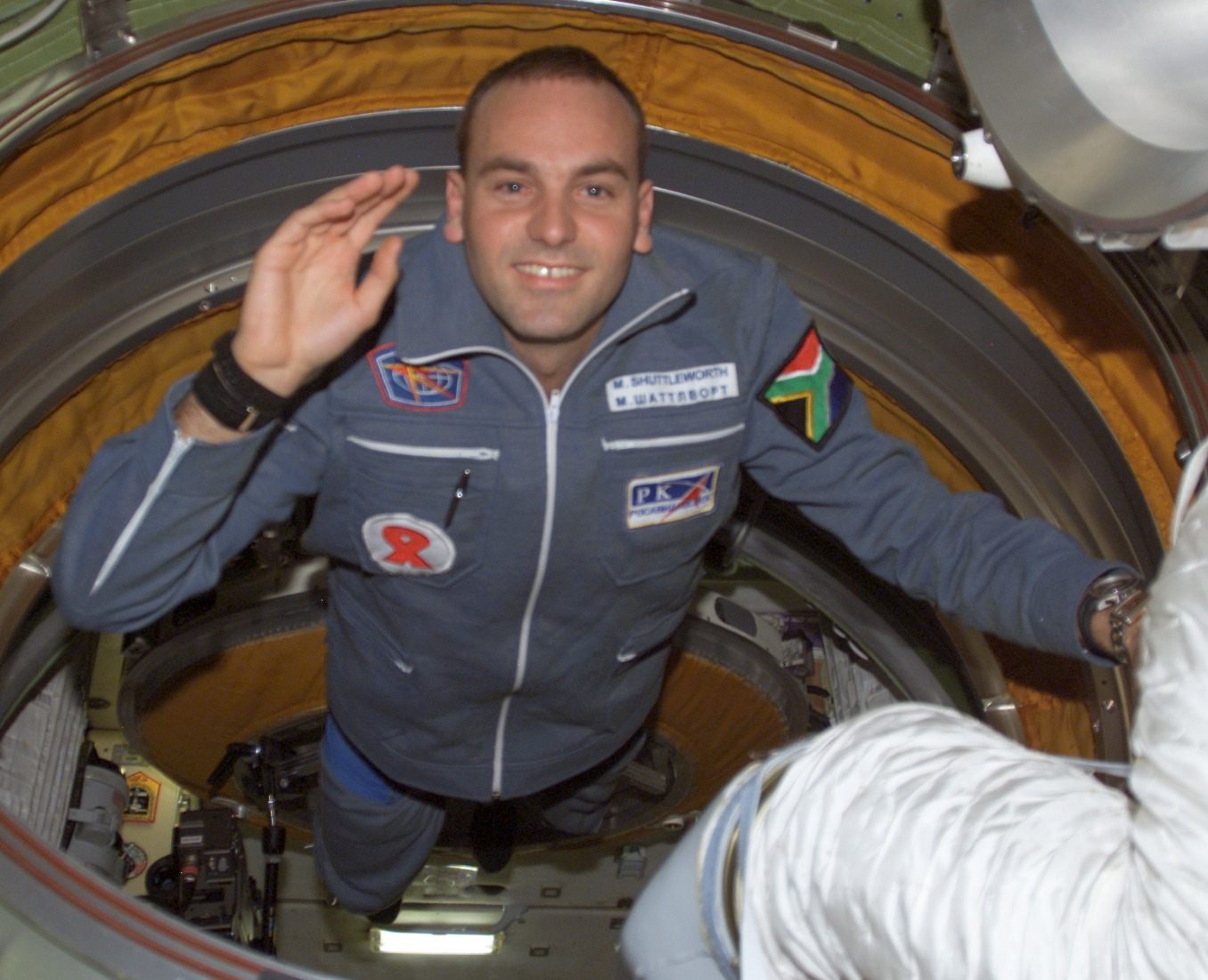
Mark Shuttleworth en la Estación Espacial Internacional en 2002.

En 1995 funda la empresa Thawte, especializada en certificados digitales y seguridad en Internet, que posteriormente vende a VeriSign en diciembre de 1999 por 575 millones de dólares.
En septiembre de 2000, formó HBD Venture Capital, una incubadora de empresas y proveedora de capitales de riesgo. En marzo de 2004 formó Canonical Ltd., para la promoción y soporte comercial de proyectos de software libre. En diciembre de 2009, deja de ser el C.E.O. de Canonical Ltd.

### Implicación en Linux y el software libre
En los 90, participó como desarrollador de sistemas operativos Debian, en 2001 forma la fundación Shuttleworth, sin fines de lucro y dedicada a la innovación social que también apoya educación gratuita y proyectos de software libre en Sudáfrica, como el Freedom Toaster.
En 2004, su empresa Canonical Ltd. crea Ubuntu, una distribución GNU/Linux basada en Debian. En 2005 crea la fundación Ubuntu, y hace una donación de 10 millones de dólares.
El 15 de octubre de 2006 se anunció que Mark Shuttleworth es el mayor patrocinador de KDE. En marzo de 2010 deja de ser el CEO de Canonical Ltd. para enfocarse en el diseño de producto y en los clientes; su cargo fue ocupado por Jane Silber. En septiembre de 2010 recibió un grado honorario de la Open University en aprecio por su labor.

### Viaje espacial hacia la EEI
El 25 de abril de 2002, la nave Soyuz TM-34 despegó del cosmódromo de Baikonur hacia la Estación Espacial Internacional con una tripulación formada por tres personas: el piloto-cosmonauta ruso Yuri Gidzenko como comandante de la misión, el cosmonauta-investigador italiano Roberto Vittori y el cosmonauta-ingeniero sudafricano Mark Shuttleworth, que viajó gracias a la empresa Space Adventures.
Fue el segundo cosmonauta «turista» en la historia, después del vuelo del millonario estadounidense Dennis Tito en la Soyuz TM-32, pero prefiere no ser considerado un simple turista y por ello puso gran énfasis en los aspectos educativos y científicos de su misión. Llevó a cabo experimentos científicos en las áreas de fisiología y de fenómenos de cristalización, así como otros relativos a la investigación de las células madre.
Después de 8 días a bordo de la Estación Espacial Internacional (y 10 días de estancia en el espacio), la tripulación conformada por Gidzenko, Vittori y Shuttleworth regresó a la Tierra a bordo de la Soyuz TM-33, a la sazón acoplada a la Estación. La misión de la Soyuz TM-34 fue la cuarta que viajaba a la Estación Espacial Internacional y la última de dicha variante TM de la venerable nave, siendo sustituida luego por la Soyuz TMA.